# Setra SG 321 UL
De Setra SG 321 UL is een gelede autobus voor streekvervoer, dat zowel geschikt is voor openbaar vervoer als voor tourvervoer. Dit bustype is geproduceerd door de Duitse busfabrikant Setra. De UL in de benaming staat voor Überlandbus, wat weer streekbus betekent. De bus heeft geen verlaagde vloer, waardoor er treden nodig zijn en mindervalide mensen moeilijker de bus in kunnen. Dit type model heeft twee uitvoeringen, de uitvoering met een front voor openbaar vervoer en de uitvoering met een front voor toerisme (GT-versie).

## Inzet
Dit bustype komt voor in verschillende landen, waaronder Duitsland en Italië.
| Land      | Bedrijf                      | Serie    | Aantal | Inzet              | Opmerking           | Afbeelding |
| --------- | ---------------------------- | -------- | ------ | ------------------ | ------------------- | ---------- |
| Duitsland | Autokraft                    | 50       | 1      | Sleeswijk-Holstein |                     |            |
| Duitsland | Weser-Ems-Bus                | 482, ??  | ??     | Nedersaksen        |                     |            |
| Frankrijk | Réseau 67                    | 385, ??  | ??     | Bas-Rhin           |                     |            |
| Nederland | Horn Tours                   | BL-ZS-78 | 1      | Tourvervoer        | Uit dienst          |            |
| Nederland | Stichting 'We gaan ze halen' | 75-BLR-1 | 1      |                    | Ex-Fischer (D) 124. |            |

## Verwante bustypen

### Hoge vloer
- Setra S 313 UL - 10 meteruitvoering (2 assen)
- Setra S 315 UL - 12 meteruitvoering (2 assen)
- Setra S 316 UL - 13 meteruitvoering (2 assen)
- Setra S 317 UL - 14 meteruitvoering (3 assen)
- Setra S 319 UL - 15 meteruitvoering (3 assen)

### Lage vloer
- Setra S 300 NC - 12 meteruitvoering (2 assen)
- Setra S 315 NF - 12 meteruitvoering (2 assen)
- Setra S 319 NF - 13 meteruitvoering (2 assen)

### Andere modellen
- Setra S 315 H - 12 meter semitour-uitvoering (2 assen)